# Footwork FA16
La Footwork FA16 è una monoposto di Formula 1, costruita dalla scuderia inglese Footwork per partecipare al campionato mondiale di Formula Uno del 1995. 
Progettata da Alan Jenkins, era alimentata da un motore Hart V8 ed era equipaggiata con pneumatici Goodyear. La vettura venne affidata inizialmente a Gianni Morbidelli, che era alla sua seconda stagione con la squadra e Taki Inoue. Max Papis sostituì Morbidelli a metà stagione a causa di problemi finanziari della squadra.
La monoposto si dimostrò molto poco competitiva per quasi tutta la stagione accusando anche molti ritiri.
Il primo punto iridato arrivò in Canada grazie al sesto posto di Morbidelli. Nella seconda parte di stagione vi fu qualche miglioramento e a Monza le due vetture giunsero appena fuori dalla zona punti.
Nell'ultimo GP dell'anno in Australia poi Morbidelli riuscì a cogliere un insperato 3º posto che consentí al team di giungere ottavo nella classifica costruttori.
Per la scuderia inglese fu anche il primo arrivo a podio dal Gran Premio d'Italia 1988.

## Piloti
| Piloti ufficiali    | Piloti ufficiali         | Piloti ufficiali |
| Nazione             | Nome                     | Numero           |
| ------------------- | ------------------------ | ---------------- |
| Italia (bandiera)   | Gianni Morbidelli        | 9                |
| Italia (bandiera)   | Massimiliano "Max" Papis | 9                |
| Giappone (bandiera) | Takachiho "Taki" Inoue   | 10               |

## Risultati in Formula 1
| Anno | Team          | Motore          | Gomme | Piloti     |     |     |     |     |     |   |     |     |     |     |     |   |    |    |     |     |     | Punti | Pos. |
| ---- | ------------- | --------------- | ----- | ---------- | --- | --- | --- | --- | --- | - | --- | --- | --- | --- | --- | - | -- | -- | --- | --- | --- | ----- | ---- |
| 1995 | Footwork Hart | Hart 830 3.0 V8 | G     | Morbidelli | Rit | Rit | 13  | 11  | 9   | 6 | 14  |     |     |     |     |   |    |    | Rit | Rit | 3   | 5     | 8º   |
| 1995 | Footwork Hart | Hart 830 3.0 V8 | G     | Papis      |     |     |     |     |     |   |     | Rit | NP  | Rit | Rit | 7 | NP | 12 |     |     |     | 5     | 8º   |
| 1995 | Footwork Hart | Hart 830 3.0 V8 | G     | Inoue      | Rit | Rit | Rit | Rit | Rit | 9 | Rit | Rit | Rit | Rit | 12  | 8 | 15 | NP | Rit | 12  | Rit | 5     | 8º   |

| Legenda | 1º posto     | 2º posto | 3º posto    | A punti         | Senza punti/Non class.  | Grassetto – Pole position Corsivo – Giro più veloce |
| Legenda | Squalificato | Ritirato | Non partito | Non qualificato | Solo prove/Terzo pilota | Grassetto – Pole position Corsivo – Giro più veloce |